# Parodideckare
Parodideckaren är en subgenre inom deckaren.
Här kan författarna göra narr av de klichéer som finns inom genren, såsom Dr Watsons dumhet eller Miss Marples skröplighet. Den här typen är vanligare på film och TV, såsom i Den nakna pistolen och Rosa pantern.